# Barbara Robinson
Barbara Robinson (ur. 24 października 1927 w Portsmouth, Ohio, zm. 9 lipca 2013 w Bewryn, Pensylwania) – amerykańska pisarka autorka kilkudziesięciu książek dla dzieci.

## Życiorys
Dorastała w małej miejscowości Portsmouth. Jej ojciec, Theodore, zmarł, gdy miała trzy lata. Jej matka, Grace, pracowała jako nauczycielka. Barbara Robinson od najmłodszych lat pisała wiersze, sztuki teatralne i opowiadania. W 1948 roku ukończyła Allegheny College, tam też otrzymała doktorat honoris causa. Miała dwie córki i trzech wnuków.

## Publikacje
- 1972: The Best Christmas Pageant Ever
- 1985: The Best School Year Ever
- 2004: The Best Hallowen Ever